# Luciano Supervielle
Luciano Supervielle es un músico, compositor, productor y DJ nacido el 30 de octubre de 1976 en París, de madre francesa y padre uruguayo, el cual en esa época vivía en el exilio. Su vida ha transcurrido fundamentalmente entre Francia, México y Uruguay. 
En los años 90, Luciano fue un integrante importante de la escena hip-hop uruguaya integrada por bandas como Plátano Macho y Peyote Asesino. Posteriormente desarrollaría junto a Gustavo Santaolalla, Juan Campodónico, Verónica Loza, Gabriel Casacuberta, entre otros, el colectivo rioplatense Bajofondo. Con el éxito alcanzado, lanzaría su primer disco solista llamado Supervielle el cual también se convertiría en el segundo del ensamble Bajofondo, donde la identidad tanguera se mezcla con la electrónica y viceversa. Es un fiel hincha de Montevideo Wanderers

## Biografía
A la edad de cuatro años, él y su familia se mudan a México. Allí tocaría lo que sería su primer instrumento, una batería armada con cacerolas. Al mudarse a Uruguay, una tía le regala un piano de verdad. Este fue el impulso necesario para tomar clases de piano, solfeo y partituras clásicas. Recuerda que siempre se concentró más en la armonía, en lo instrumental más que en las letras.
A los 15 años tiene su primer teclado con «sequencer», lo que le permitió experimentar y componer por pistas. «Empezaba a tener un acercamiento pseudo-intelectual a la música, el virtuosismo que uno suele admirar cuando es adolescente», sostiene el artista.
En Montevideo conoce a Gabriel Casacuberta y se inicia además de una amistad, una sociedad musical. Donde su punto más alto en esos días será el grupo Plátano Macho, con el cual editó en 1998 el álbum The Perro Convention. El primer sencillo de ese disco, «Pendeja» fue incluido en la programación habitual del canal MTV latino y también en la compilación MTV Lingo, donde figuraban entre otras, bandas como Cypress Hill, Molotov y Control Machete.
En 1999, Supervielle trabaja junto a Jorge Drexler, exitoso artista uruguayo radicado en España, en su álbum Frontera y en el 2000 está a cargo de los teclados y las programaciones del disco SEA del mismo artista. A partir de ese momento pasa a ser integrante estable del grupo de Jorge Drexler, al cual acompaña regularmente en sus giras, a cargo de los sintetizadores, las programaciones y scratches.
En 2001 vuelve a Francia donde estudia piano y composición. En ese año compuso la mayor parte de las canciones de su primer disco. Paralelamente, continuaba colaborando con Drexler.
Luego de eso junto con Gustavo Santaolalla y Juan Campodónico forman el proyecto Bajofondo Tango Club. En el primer disco de este colectivo, se incluyen tres canciones de Supervielle: «Forma», «Ese Cielo Azul» y «Perfume». En este último interviene la afamada intérprete argentina de tango Adriana Varela.
Posteriormente Supervielle trabajó junto a Gustavo Santaolalla y a Juan Campodónico en la realización de su disco solista que se lanzó en el 2004 y ha presentado en Uruguay, Argentina, Brasil, Colombia y Europa. Este será una suerte de segundo disco de Bajofondo. En él ha quedado plasmado el estilo de Supervielle, un hip-hop influenciado por un lado de la melancolía y la rebeldía rioplatense, y del otro lado por la sensualidad y la elegancia de la «french-touch».
«Supervielle», así se llama el disco, es un CD para escuchar, que nace de una música bailable, del hip – hop, y que se nutre de elementos de otro lenguaje también bailable, pero totalmente distinto, el tango.
En el año 2006 se estrena Luciano Supervielle - El juego de la música una producción original de Film&Arts. Grabado en Montevideo y Buenos Aires realizado por la productora argentina La Brújula. Es un documental sobre la evolución de Supervielle dentro de la escena musical del Río de la Plata. Muestra sus orígenes en Plátano Macho, su participación en los discos de Jorge Drexler, las influencias del Hip Hop, Eduardo Mateo, Astor Piazzolla y el fútbol, su aporte a Bajofondo y su natural desprendimiento como solista.
En una entrevista Luciano diría: 

«Soy un pianista, mi instrumento es el piano, pero tuve un acercamiento con la computadora, de empezar a usarla muy tempranamente»
Luciano Supervielle.

Tuve la primera noción de «orquestar» cuando era muy chico. En Plátano Macho estaba muy vinculado a la música electrónica, porque mi rol estaba en el uso de samplers, scratch, instrumentos que vienen de la música electrónica. Desde que empecé estuve vinculado a la música electrónica. Siempre ha sido la música que más me interesó, desde el punto de vista de la innovación. Hoy es una de las músicas que tiene como premisa fundamental la de innovar, y eso para mí es esencial en la música. Innovar, siempre buscar nuevos caminos y nuevos sonidos. Encuentro en la música electrónica un medio que me es natural para desarrollarlo”.
El álbum Suite para piano y pulso velado, fue presentado en 15 de marzo de 2017, en el Auditorio Nacional del Sodre Dra. Adela Reta con el recital: “Otro día en Uruguay, concierto para piano y electrónica”. En junio de 2017 ganó el Premio Graffiti por dicho álbum.

## Discos
- 2004, Supervielle
- 2011, Rêverie
- 2016, Suite para piano y pulso velado